# دونالدسون (پنسیلوانیا)
دونالدسون (به انگلیسی: Donaldson) یک منطقهٔ مسکونی در ایالات متحده آمریکا است که در شهرستان سچویلکیلل، پنسیلوانیا واقع شده‌است. دونالدسون ۰٫۳ کیلومتر مربع مساحت و ۳۲۵ نفر جمعیت دارد.